# Giải Grammy cho Trình diễn giọng R&B nữ xuất sắc nhất
Giải Grammy dành cho Nữ nghệ sĩ trình diễn nhạc R&B xuất sắc nhất được bắt đầu vào năm 1968. Giải thưởng đã có một số thời kì đổi tên như sau:
- Vào năm 1968 giải thưởng được trao ở đề mục Giọng ca nữ hát riêng trình diễn nhạc R&B xuất sắc nhất
- Vào năm 1969 giải thưởng được trao ở đề mục Nữ nghệ sĩ trình diễn nhạc R&B xuất sắc nhất"
- Từ năm 1970 giải được trao ở đề mục Giọng ca nữ trình diễn nhạc R&B xuất sắc nhất"
- Từ năm 1995 đến nay giải thưởng được trao ở đề mụcTrình diễn giọng nữ R&B xuất sắc nhất

## Những năm 2000
| Năm  | Người chiến thắng                                  | Những đề cử |
| ---- | -------------------------------------------------- | --- |
| 2009 | Alicia Keys cho "Superwoman"                       | Beyoncé cho "Me, Myself and I" Keyshia Cole cho "Heaven Sent" Jennifer Hudson cho "Spotlight" Jazmine Sullivan cho "Need U Bad"                               |
| 2008 | Alicia Keys cho "No One"                           | Chrisette Michele cho "If I Have My Way" Mary J. Blige cho "Just Fine" Jill Scott cho "Hate On Me" Fantasia cho "When I See U"                                |
| 2007 | Mary J. Blige cho "Be Without You"                 | India.Arie cho "I Am Not My Hair" Natalie Cole cho "Day Dreaming" Beyoncé cho "Ring the Alarm" Mariah Carey cho "Don't Forget About Us"                       |
| 2006 | Mariah Carey cho "We Belong Together"              | Fantasia cho "Free Yourself" Alicia Keys cho "Unbreakable" Beyoncé cho "Wishing on a Star" Amerie cho "1 Thing"                                               |
| 2005 | Alicia Keys cho "If I Ain't Got You"               | Teena Marie cho "I'm Still in Love" Jill Scott cho "Whatever" Angie Stone cho "U-Haul" Janet Jackson cho "I Want You"                                         |
| 2004 | Beyoncé cho "Dangerously in Love 2"                | Erykah Badu cho "Back in the Day" Ashanti cho "Rain on Me" Mary J. Blige cho "Ooh!" Heather Headley cho "I Wish I Wasn't"                                     |
| 2003 | Mary J. Blige cho "He Thinks I Don't Know"         | Aaliyah cho "More Than a Woman" Ashanti cho "Foolish" Eartha cho "I'm Still Standing" Jill Scott cho "He Loves Me (Lyzel in E Flat)"                          |
| 2002 | Alicia Keys cho "Fallin'"                          | India.Arie cho "Video" Mary J. Blige cho "Family Affair" Blu Cantrell cho "Hit 'em Up Style (Oops!)" Jill Scott cho "A Long Walk" Aaliyah cho "Rock the Boat" |
| 2001 | Toni Braxton cho "He Wasn't Man Enough"            | Aaliyah cho "Try Again" Erykah Badu cho "Bag Lady" Kelly Price cho "As We Lay" Jill Scott cho "Gettin' in the Way"                                            |
| 2000 | Whitney Houston cho "It's Not Right but It's Okay" | Brandy cho "Almost Doesn't Count" Mary J. Blige cho "All That I Can Say" Faith Evans cho "Love Like This" Macy Gray cho "Do Something"                        |

## Những năm 1990
1999
- Lauryn Hill cho "Doo Wop (That Thing)"
- |Aaliyah cho "Are You That Somebody?"
Aretha Franklin cho "A Rose Is Still a Rose"
Janet cho "I Get Lonely"
Erykah Badu cho "Tyrone"
- Grammy Awards of 1998
  - Erykah Badu cho "On & On"
- Grammy Awards of 1997
  - Toni Braxton cho "You're Makin' Me High"
- Grammy Awards of 1996
  - Anita Baker cho "I Apologize"
- Grammy Awards of 1995
  - Toni Braxton cho "Breathe Again"
- Grammy Awards of 1994
  - Toni Braxton cho "Another Sad Love Song"
- Grammy Awards of 1993
  - Chaka Khan cho The Woman I Am
- Grammy Awards of 1992
  - Lisa Fischer cho "How Can I Ease the Pain"
  - Patti LaBelle cho Burnin'
- Grammy Awards of 1991
  - Anita Baker cho Compositions
- Grammy Awards of 1990
  - Anita Baker cho Giving You the Best That I Got

## Những năm 1980
- Grammy Awards of 1989
  - Anita Baker cho "Giving You the Best That I Got"
- Grammy Awards of 1988
  - Aretha Franklin cho Aretha
- Grammy Awards of 1987
  - Anita Baker cho Rapture
- Grammy Awards of 1986
  - Aretha Franklin cho "Freeway of Love"
- Grammy Awards of 1985
  - Chaka Khan cho "I Feel for You"
- Grammy Awards of 1984
  - Chaka Khan cho Chaka Khan
- Grammy Awards of 1983
  - Jennifer Holliday cho "And I Am Telling You I'm Not Going"
- Grammy Awards of 1982
  - Aretha Franklin cho "Hold On I'm Comin'"
- Grammy Awards of 1981
  - Stephanie Mills cho "Never Knew Love Like This Before"
- Grammy Awards of 1980
  - Dionne Warwick cho "Deja Vu"

## Những năm 1970
- Grammy Awards of 1979
  - Donna Summer cho "Last Dance"
- Grammy Awards of 1978
  - Thelma Houston cho "Don't Leave Me This Way"
- Grammy Awards of 1977
  - Natalie Cole cho "Sophisticated Lady (She's a Different Lady)"
- Grammy Awards of 1976
  - Natalie Cole cho "This Will Be"
- Grammy Awards of 1975
  - Aretha Franklin cho "Ain't Nothing Like the Real Thing"
- Grammy Awards of 1974
  - Aretha Franklin cho "Master of Eyes"
- Grammy Awards of 1973
  - Aretha Franklin cho Young, Gifted and Black
- Grammy Awards of 1972
  - Aretha Franklin cho "Bridge Over Troubled Water"
- Grammy Awards of 1971
  - Aretha Franklin cho "Don't Play That Song"
- Grammy Awards of 1970
  - Aretha Franklin cho "Share Your Love With Me"

## Những năm 1960
- Grammy Awards of 1969
  - Aretha Franklin cho "Chain of Fools"
- Grammy Awards of 1968
  - Aretha Franklin cho "Respect"